# Резолюция 241 на Съвета за сигурност на ООН
Резолюция 241 на Съвета за сигурност на ООН е приета единодушно на 15 ноември 1967 по повод кризата в Демократична република Конго.
С тази резолюция Съветът за сигурност, след като потвърждава предишни резолюции по същия въпрос, осъжда всякакъв опит за намеса във вътрешните дела на Демократична република Конго, и в частност нежеланието на Португалия да попречи на бунтовниците да използват територията на колонията ѝ Ангола като база за въоръжени нападения срещу ДР Конго. Резолюцията призовава Португалия незабавно да сложи край на това, а всички останали страни, които са приели на територията си бунтовници, участвали във въоръжени атаки срещу Конго, да вземат незабавно необходимите мерки, за да им попречат да подновят враждебните си действия срещу тази държава.